# Kakadu żółtoczuba
Kakadu żółtoczuba, kakadu złotoczuba (Cacatua galerita) – gatunek ptaka z rodziny kakaduowatych (Cacatuidae), zamieszkujący wschodnią i północną Australię, Tasmanię, Melanezję i Nową Gwineę. Na większości obszaru występowania ptak liczny. Introdukowana w południowo-zachodniej Australii, na Nowej Zelandii, Wyspach Kai i Palau.
Podgatunki i zasięg występowania
Obecnie wyróżnia się cztery podgatunki C. sanguinea:
- C. g. triton Temminck, 1849 – Nowa Gwinea i sąsiednie wyspy
- C. g. eleonora Finsch, 1863 – Wyspy Aru
- C. g. fitzroyi (Mathews, 1912) – północna Australia
- C. g. galerita (Latham, 1790) – wschodnia i południowo-wschodnia Australia po Tasmanię

Cechy gatunkuUpierzenie białe, jedynie na czubku głowy jaskrawożółte pióra tworzące czub. Na policzku niezbyt wyraźny żółtawy nalot. Oczy samca czarne, podobnie jak mocny, zakrzywiony dziób. Samica ma oczy bardziej czerwone lub brązowe, widać to jednak tylko w bardzo dobrych warunkach obserwacyjnych.
Wymiary średnie i wiekDługość ciała: ok. 45–51 cm
Masa ciała: 820–970 g
Długość życia: ponad 50 lat.
BiotopWystępuje na sawannie, w nizinnych lasach i na obszarach półotwartych do wysokości 1500 m n.p.m. (na Nowej Gwinei do 2400 m n.p.m.), ale zalatuje również na tereny miejskie. Żyje w parach lub małych stadach. Hałaśliwa, poza sezonem lęgowym może tworzyć duże stada, nocujące w stałym miejscu. Prowadzi dzienny tryb życia.
GniazdoW sezonie lęgowym pary ptaków oddzielają się od stada. Gniazdują w pionowych szczelinach eukaliptusów, zazwyczaj w pobliżu wody.
JajaSamica składa 2–3 jaja, które następnie wysiaduje przez ok. 30 dni.
PożywienieZjada nasiona, korzonki, pączki, orzechy, owady. Stada żerują na ziemi, a w tym czasie kilka ptaków obserwuje otoczenie z pobliskich drzew i w razie zagrożenia ostrzega ochrypłym głosem.
WiekNajstarsza kakadu żółtoczuba dożyła w niewoli 120 lat.
StatusMiędzynarodowa Unia Ochrony Przyrody (IUCN) uznaje kakadu żółtoczubą za gatunek najmniejszej troski (LC – least concern) nieprzerwanie od 1988 roku. Trend liczebności populacji uznaje się za spadkowy.

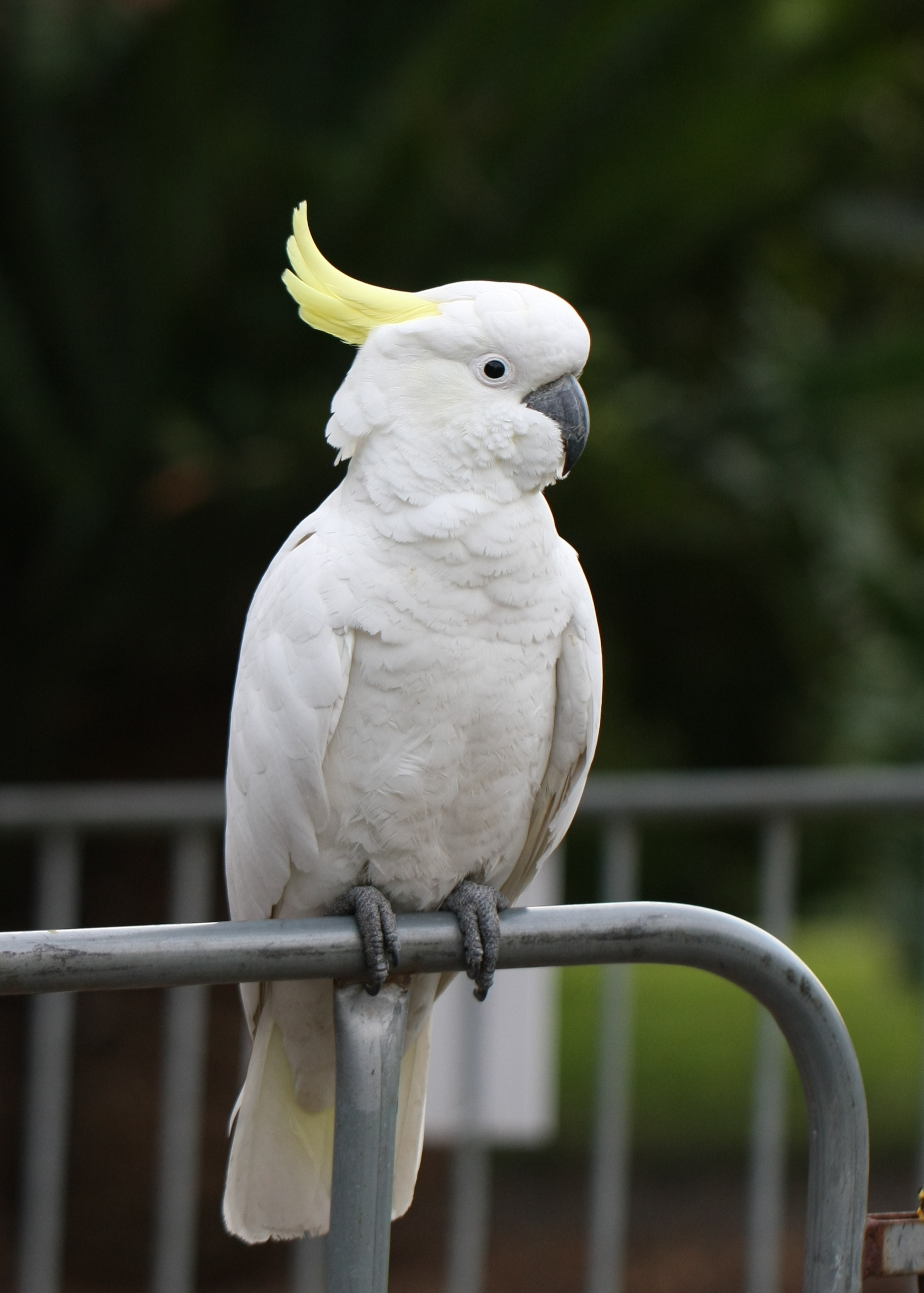
Kakadu żółtoczuba, park w Sydney
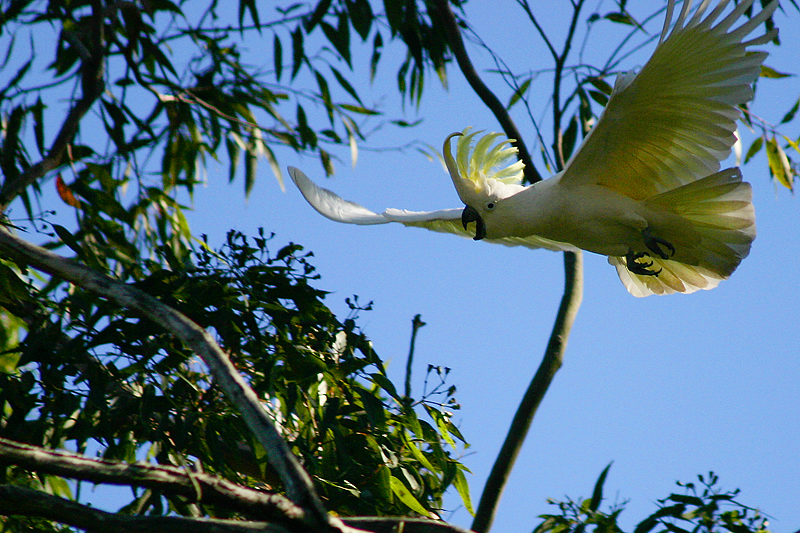
Kakadu żółtoczuba w locie